# إستريلا بلانكا
إستريلا بلانكا (بالإسبانية: Estrella Blanca)‏ هو مصارع محترف مكسيكي، ولد في 15 يناير 1938 في أنجانجويو ‏ في المكسيك.

## روابط خارجية
- إستريلا بلانكا على موقع CageMatch worker (الإنجليزية)